# Folke Lindstrand
Olof Folke Lindstrand, född den 14 augusti 1900 i Aringsås församling, Kronobergs län, död den 1 juli 1980 i Lund, var en svensk kemist och skolman.
Lindstrand avlade studentexamen i Lund 1920, filosofie kandidatexamen 1925, filosofisk ämbetsexamen 1926 och filosofie licentiatexamen 1936. Han bedrev specialstudier vid Kungliga Tekniska högskolan 1927–1930 och var förste assistent där 1930–1939. Lindstrand promoverades till filosofie doktor 1939. Han var chefskemist vid Ferrolegeringar i Trollhättan 1939–1942 och tillförordnad professor i oorganisk kemi vid Chalmers tekniska högskola 1942–1945. Lindstrand var lektor vid Tekniska gymnasiet i Norrköping 1944–1947 och rektor vid Högre tekniska läroverket i Helsingborg 1947–1966. Han författade skrifter i kemiska ämnen. Lindstrand blev riddare av Nordstjärneorden 1957. Han är begravd på Sankt Pauli mellersta kyrkogård i Malmö.